# 高坪乡 (遂昌县)
高坪乡，是中华人民共和国浙江省丽水市遂昌县下辖的一个乡镇级行政单位。

## 行政区划
高坪乡下辖以下地区：
箍桶丘村、湖莲村、淡竹村、茶树坪村、高坪新村和石坪村。